# Chydorus ovalis
Chydorus ovalis är en kräftdjursart som beskrevs av Kurz 1874. Chydorus ovalis ingår i släktet Chydorus och familjen Chydoridae. Inga underarter finns listade i Catalogue of Life.